# Flodafors
Flodafors is een plaats in de gemeente Katrineholm in het landschap Södermanland en de provincie Södermanlands län in Zweden. De plaats heeft 103 inwoners (2005) en een oppervlakte van 27 hectare.